# 羅氏擬花鮨
羅氏擬花鮨，又稱羅氏擬花鱸，為輻鰭魚綱鱸形目鱸亞目鮨科的其中一種，分布於太平洋區，從聖誕島至土阿莫土群島，北從菲律賓，南迄澳洲大堡礁海域，棲息深度7-70公尺，體長可達12公分，生活在珊瑚礁區，為底棲性魚類，屬肉食性，成小群活動，可作為觀賞魚。

## 擴展閱讀
維基物種上的相關：羅氏擬花鮨